# Star Wars: Racer Revenge
Star Wars: Racer Revenge est un jeu vidéo de course développé par Rainbow Studios et édité par LucasArts, sorti en 2002 sur PlayStation 2.
Le jeu est la suite de Star Wars Episode I: Racer et se déroule huit ans après les événements de Star Wars, épisode I : La Menace fantôme.

## Accueil
- Jeuxvideo.com : 14/20[1]